# Le mani sulla città
Le mani sulla città is een Italiaanse dramafilm uit 1963 onder regie van Francesco Rosi. Hij won met deze film de Gouden Leeuw op het filmfestival van Venetië.

## Verhaal
Een Napolitaanse bouwondernemer en de politicus Edoardo Nottola spelen onder één hoedje. Ze verdoezelen corruptie met bouwmaterialen door te knoeien met de bouwplannen. Dat gaat ten koste van de arme bevolking van Napels. Een hele wijk gaat eraan ten onder.

## Rolverdeling
| Acteur              | Personage       |
| ------------------- | --------------- |
| Rod Steiger         | Edoardo Nottola |
| Salvo Randone       | De Angeli       |
| Guido Alberti       | Maglione        |
| Carlo Fermariello   | De Vita         |
| Angelo D'Alessandro | Balsamo         |
| Dany París          | Dany            |